# Puluhan Tengah
Puluhan Tengah is een bestuurslaag in het regentschap Pati van de provincie Midden-Java, Indonesië. Puluhan Tengah telt 1553 inwoners (volkstelling 2010).